# 肯讷默兰

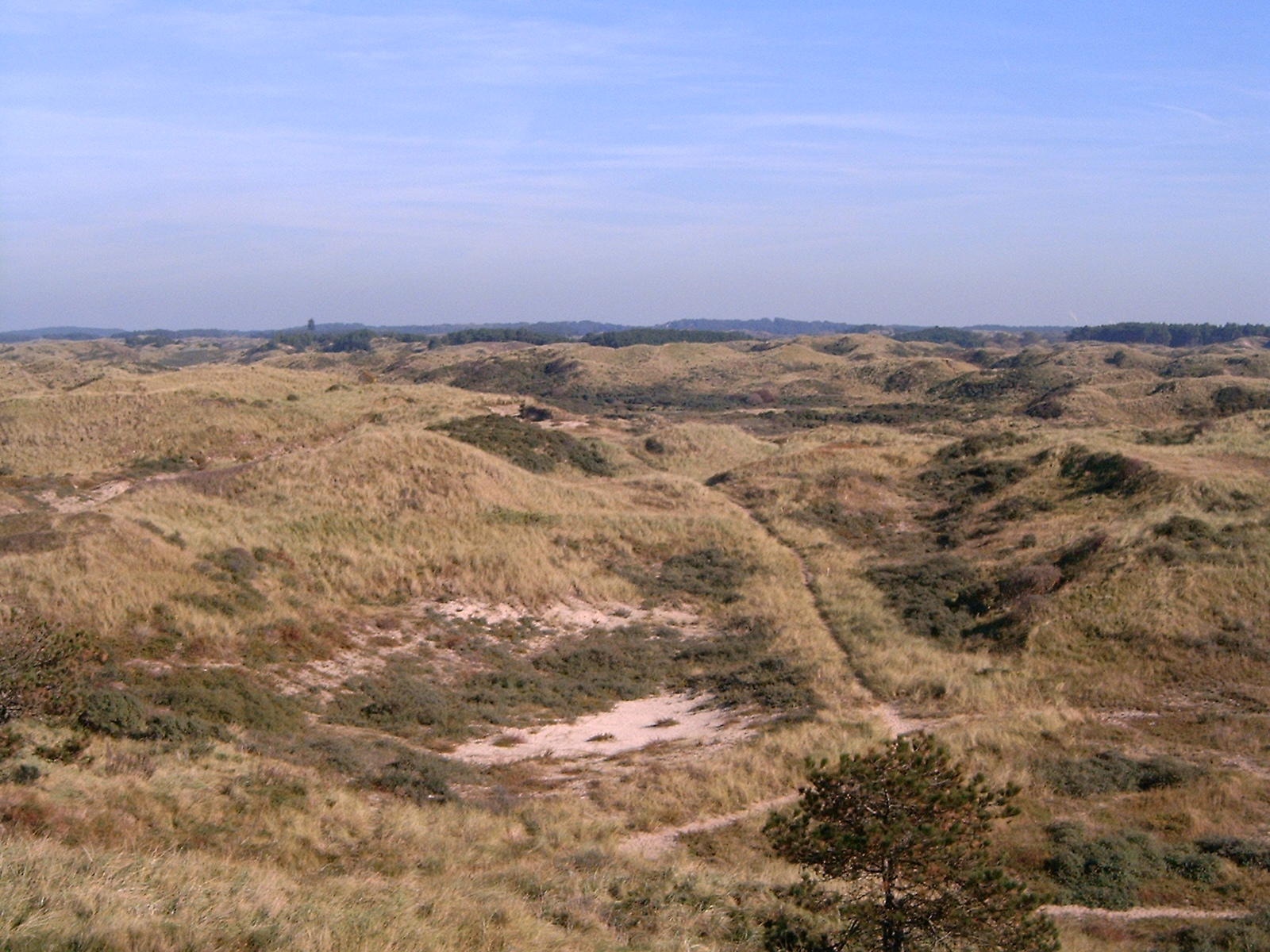
肯讷默兰的沙丘

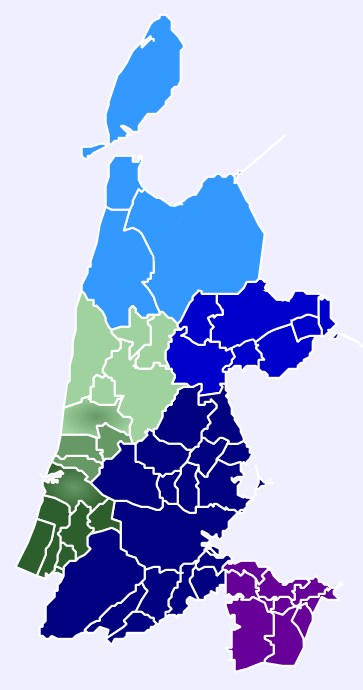
北荷兰省地图，其中绿色部分为肯讷默兰

肯讷默兰（荷蘭語：Kennemerland，荷蘭語發音：[ˌkɛnəmərˈlɑnt]）是荷兰西北部北荷兰省的一个沿海地区，北接西弗里斯兰，东临瓦特兰和阿姆斯特兰，南至郁金香地区，西临北海。